# Підтикан Іван Дмитрович
Підтика́н Іва́н Дми́трович — учасник Другої світової війни, старший лейтенант РА, Герой СРСР (6.6.1942).

## Коротка біографія
Закінчив навчання в Гуляйпільському педагогічному училищі.
В РА з 1937 року, 1940-го закінчив Чугуївське військове училище. У часі війни — командир ланки 123-го винищувального авіаційного полку 7-го винищувального авіаційного корпусу ППО СРСР.
Брав участь у боях Другої світової війни з червня 1941 року, зокрема, в обороні Москви. Загалом здійснив 218 бойових вильотів, провів 58 боїв, збив особисто 11 та у групі 5 ворожих літаків.
2 серпня 1942 року нацистські війська під Ленінградом були посилені 52-ма «юнкерсами» під прикриттям бомбардувальників. Для відбиття такого масованого нальоту були підняті 56 радянських літаків. У повітряному бою було збито 27 та пошкоджено 4 ворожі літаки. Серед радянських літаків збитих було сім, загинуло три пілоти, серед них і Іван Підтикан.
Похований в смт Красний Бор Тосненського району Ленінградської області.
Бюст Підтикана встановлено на алеї Слави у Куйбишевому.